# Houtbuigen
Houtbuigen is een methode om hout in een gewenste vorm te krijgen. De meest toegepaste is met behulp van stoom waarin het hout gedurende een periode geplaatst wordt. Daarna wordt het hout met een roestvrijstalen band om een mal getrokken. In principe zijn alle houtsoorten waar een vrucht aangroeit goed te buigen mits het hout niet te droog is.
Buigen wordt onder andere toegepast bij meubelmaken en muziekinstrumentenbouw.